# Richtenweg
Richtenweg ist ein Weiler der Ortsgemeinde Feuerscheid im Eifelkreis Bitburg-Prüm in Rheinland-Pfalz.

## Geographische Lage
Richtenweg liegt westlich des Hauptortes Feuerscheid in einer Entfernung von rund 800 m. Der Weiler befindet sich in auf einer Hochebene und ist hauptsächlich von landwirtschaftlichen Nutzflächen sowie einem Waldgebiet im Norden umgeben. Nördlich von Richtenweg fließt der obere Scheuerbach und südlich der Seilbach.

## Kultur und Sehenswürdigkeiten

### Wegekreuz
In Richtenweg befindet sich ein Wegekreuz. Es handelt sich um ein Schaftkreuz mit Inschrift und aufgesetztem Abschlusskreuz mit IHS-Zeichen und einem eingearbeiteten Herz.

### Naherholung
Durch Richtenweg verläuft der Wanderweg 25 des Prümer Landes. Es handelt sich um einen rund 20 km langen Rundwanderweg, der die Orte Feuerscheid, Heilenbach, Plütscheid und Lasel verbindet.

## Verkehr
Es existiert eine regelmäßige Busverbindung.
Richtenweg ist durch die Kreisstraße 132 erschlossen und liegt direkt an der Bundesautobahn 60.